# Континентал (Охајо)
Континентал (енгл. Continental) град је у америчкој савезној држави Охајо.

## Демографија
По попису из 2010. године број становника је 1.153, што је 35 (-2,9%) становника мање него 2000. године.
| Група             | 2000.         | 2010.         |
| Белци             | 1.151 (96,9%) | 1.108 (96,1%) |
| Афроамериканци    | 1 (0,1%)      | 1 (0,1%)      |
| Азијати           | 1 (0,1%)      | 1 (0,1%)      |
| Хиспаноамериканци | 31 (2,6%)     | 36 (3,1%)     |
| Укупно            | 1.188         | 1.153         |